# Charles Mulgrew
Charles Patrick Mulgrew (Glasgow, Escocia, 6 de marzo de 1986) es un exfutbolista y entrenador británico que jugaba como defensa. Desde enero de 2025 dirige al Kelty Hearts F. C. de la Liga Uno de Escocia.

## Selección nacional
Fue internacional con la selección de fútbol sub-21 de Escocia. Hizo su debut con la selección absoluta el 29 de febrero de 2012 en un empate 1-1 ante Eslovenia.

## Clubes

### Como jugador
| Club                               | País       | Año       |
| ---------------------------------- | ---------- | --------- |
| Celtic F. C.                       | Escocia    | 2002-2006 |
| Dundee United F. C. (a préstamo)   | Escocia    | 2006      |
| Wolverhampton Wanderers F. C.      | Inglaterra | 2006-2008 |
| Southend United F. C. (a préstamo) | Inglaterra | 2008      |
| Aberdeen F. C.                     | Escocia    | 2008-2010 |
| Celtic F. C.                       | Escocia    | 2010-2016 |
| Blackburn Rovers F. C.             | Inglaterra | 2016-2021 |
| Wigan Athletic F. C. (a préstamo)  | Inglaterra | 2019-2020 |
| Fleetwood Town F. C. (a préstamo)  | Inglaterra | 2020-2021 |
| Dundee United F. C.                | Escocia    | 2021-2023 |
| Doncaster City F. C.               | Inglaterra | 2024      |

### Como entrenador
| Club                             | País    | Año       |
| -------------------------------- | ------- | --------- |
| Hamilton Academical F. C. sub-18 | Escocia | 2024-2025 |
| Kelty Hearts F. C.               | Escocia | 2025-     |

## Palmarés

### Títulos nacionales
| Título                     | Club         | País    | Año  |
| -------------------------- | ------------ | ------- | ---- |
| Copa de Escocia            | Celtic F. C. | Escocia | 2011 |
| Premier League de Escocia  | Celtic F. C. | Escocia | 2012 |
| Premier League de Escocia  | Celtic F. C. | Escocia | 2013 |
| Copa de Escocia            | Celtic F. C. | Escocia | 2013 |
| Scottish Premiership       | Celtic F. C. | Escocia | 2014 |
| Copa de la Liga de Escocia | Celtic F. C. | Escocia | 2015 |
| Scottish Premiership       | Celtic F. C. | Escocia | 2015 |
| Scottish Premiership       | Celtic F. C. | Escocia | 2016 |